# Donja Dolina
Donja Dolina (cyr. Доња Долина) – wieś w Bośni i Hercegowinie, w Republice Serbskiej, w gminie Gradiška. W 2013 roku liczyła 115 mieszkańców.